# 23. Arany Málna-gála
A 23. Arany Málna-gálán (Razzies) – egyfajta ellen-Oscar-díjként – az amerikai filmipar 2002. évi legrosszabb filmjeit, illetve azok alkotóit díjazták tizenegy kategóriában. A „győztesek” kihirdetésére 2003. március 22-én, a 75. Oscar-gála előtti napon, egy „ultra-kisköltségvetésű ceremónia” keretében került sor a santa monicai Sheraton Hotelben.
Az értékelésben az USA 39 államában és 12 külföldi országban élő 563 filmkedvelő, kritikus, újságíró és filmes szaktekintély G.R.A.F.-tag  vett részt. 2003-ban a díjalapító John Wilson egyszeri alkalomra új kategóriát alkotott, a leggázosabb tinédzserfilm elnevezéssel. Első alkalommal fordult elő, hogy egy alkotás egyszerre nyerte el mind a legrosszabb film, mind pedig a legrosszabb remake díját: Guy Ritchie romantikus vígjátéka, a Hullámhegy, 7 jelölésből 5 díjat „vitt el”.  Nagyszámú jelölést kapott még az Álmok útján (8 jelölés, 2 díj), a Csillagok háborúja II: A klónok támadása (7 jelölés, 2 díj), valamint a Pinokkió (6 jelölés, 1 díj). Ez utóbbi, Roberto Benigni alkotása lett az első nem angol nyelven forgatott játékfilm, melyet legrosszabb filmnek jelöltek.
A 23. díjkiosztón immár két egymás utáni évben nyerte popsztár a legrosszabb női főszereplő kategóriát. Három díjat ítéltek oda Madonnának; ő lett a legrosszabb női főszereplő (Britney Spears-szel megosztva), a legrosszabb mellékszereplő, valamint a legrosszabb páros egyik tagja. E három trófeával kilencre növelte Arany Málna díjainak számát, eddigi 15 jelölése pedig első helyre juttatta az összes művésznő között a Razzie addigi történetében. Madonna és Guy Ritchie az első férj és feleség, egyben a legrosszabb rendező és női főszereplő, akik együtt nyertek díjat a John és Bo Derek házaspár óta.

## Díjazottak és jelöltek
| „Győztes” |

| Kategória                         | „Győztesek” és jelöltek |
| --------------------------------- | --- |
| Legrosszabb film                  | Hullámhegy, producer: Matthew Vaughn (Screen Gems) |
| Legrosszabb film                  | Pluto Nash – Hold volt, hol nem volt..., producer: Martin Bregman, Michael Scott Bregman és Louis A. Stroller (Warner Bros.)                                                    |
| Legrosszabb film                  | Álmok útján, producer: David Gale (Paramount Pictures) |
| Legrosszabb film                  | Pinokkió, producer: Gianluigi Braschi (Miramax) |
| Legrosszabb film                  | Csillagok háborúja II: A klónok támadása, producer: Rick McCallum (20th Century Fox)                                                                                            |
| Legrosszabb remake vagy folytatás | Hullámhegy, producer: Matthew Vaughn (Screen Gems) (az 1974-es olasz Swept Avay remake-je.)                                                                                     |
| Legrosszabb remake vagy folytatás | Én, a kém, producer: Andrew G. Vajna, Mario Kassar. Betty Thomas és Jenno Topping (Columbia Pictures)                                                                           |
| Legrosszabb remake vagy folytatás | A kismenő, producer: Sid Ganis és Jack Giarraputo (Columbia Picture/New Line Cinema)                                                                                            |
| Legrosszabb remake vagy folytatás | Pinokkió, producer: Gianluigi Braschi (Miramax) |
| Legrosszabb remake vagy folytatás | Csillagok háborúja II: A klónok támadása, producer: Rick McCallum (20th Century Fox)                                                                                            |
| Legrosszabb férfi főszereplő      | Roberto Benigni – Pinokkió (Breckin Meyer Godzilla-hangú szinkronjával) |
| Legrosszabb férfi főszereplő      | Adriano Giannini – Hullámhegy |
| Legrosszabb férfi főszereplő      | Eddie Murphy – Pluto Nash – Hold volt, hol nem volt..., Én, a kém, és Showtime – Végtelen és képtelen                                                                           |
| Legrosszabb férfi főszereplő      | Adam Sandler – 8 őrült éjszaka és A kismenő |
| Legrosszabb férfi főszereplő      | Steven Seagal – Félholt |
| Legrosszabb női főszereplő        | Madonna – Hullámhegy (megosztva) Britney Spears – Álmok útján (megosztva) |
| Legrosszabb női főszereplő        | Angelina Jolie – Élet, vagy valami hasonló |
| Legrosszabb női főszereplő        | Jennifer Lopez – Most már elég! és Álmomban már láttalak |
| Legrosszabb női főszereplő        | Winona Ryder – A kismenő |
| Legrosszabb férfi mellékszereplő  | Hayden Christensen – Csillagok háborúja II: A klónok támadása |
| Legrosszabb férfi mellékszereplő  | Tom Green – Az iskoláját! |
| Legrosszabb férfi mellékszereplő  | Freddie Prinze Jr. – Scooby-Doo – A nagy csapat |
| Legrosszabb férfi mellékszereplő  | Christopher Walken – A házimaci |
| Legrosszabb férfi mellékszereplő  | Robin Williams – Dögölj meg, Smaci! |
| Legrosszabb női mellékszereplő    | Madonna – Halj meg máskor |
| Legrosszabb női mellékszereplő    | Lara Flynn Boyle – Men in Black – Sötét zsaruk 2. |
| Legrosszabb női mellékszereplő    | Bo Derek – Az álcázás mestere |
| Legrosszabb női mellékszereplő    | Natalie Portman – Csillagok háborúja II: A klónok támadása |
| Legrosszabb női mellékszereplő    | Rebecca Romijn – Rollerball – Könyörtelen játék |
| Legrosszabb filmes páros          | Adriano Giannini és Madonna – Hullámhegy |
| Legrosszabb filmes páros          | Roberto Benigni és Nicoletta Braschi – Pinokkió |
| Legrosszabb filmes páros          | Hayden Christensen és Natalie Portman – Csillagok háborúja II: A klónok támadása                                                                                                |
| Legrosszabb filmes páros          | Eddie Murphy és Robert De Niro – Showtime – Végtelen és képtelen, vagy Owen Wilson – Én, a kém, vagy Eddie Murphy, mint önmaga klónja – Pluto Nash – Hold volt, hol nem volt... |
| Legrosszabb filmes páros          | Britney Spears és Anson Mount – Álmok útján |
| Legrosszabb rendező               | Guy Ritchie – Hullámhegy |
| Legrosszabb rendező               | Roberto Benigni – Pinokkió |
| Legrosszabb rendező               | Tamra Davis – Álmok útján |
| Legrosszabb rendező               | George Lucas – Csillagok háborúja II: A klónok támadása |
| Legrosszabb rendező               | Ron Underwood – Pluto Nash – Hold volt, hol nem volt... |
| Legrosszabb forgatókönyv          | Csillagok háborúja II: A klónok támadása, forgatókönyv: George Lucas és Jonathan Hales                                                                                          |
| Legrosszabb forgatókönyv          | Pluto Nash – Hold volt, hol nem volt..., írta: Neil Cuthbert |
| Legrosszabb forgatókönyv          | Álmok útján, forgatókönyv: Shonda Rhimes |
| Legrosszabb forgatókönyv          | Pinokkió, forgatókönyv: Vincenzo Cerami és Roberto Benigni |
| Legrosszabb forgatókönyv          | Hullámhegy, forgatókönyv: Guy Ritchie |
| Legrosszabb „eredeti” dal         | Álmok útján „I’m Not a Girl, Not Yet a Woman” című dala, írta: Max Martin, Rami és Dido                                                                                         |
| Legrosszabb „eredeti” dal         | Halj meg máskor „Die Another Day” című dala, írta: Madonna és Mirwais Ahmadzaï                                                                                                  |
| Legrosszabb „eredeti” dal         | Álmok útján „Overprotected” című dala, írta: Max Martin és Rami |
| Leggázosabb tinédzserfilm         | Jackass – A vadbarmok támadása (Paramount Pictures) |
| Leggázosabb tinédzserfilm         | 8 őrült éjszaka (Columbia Pictures) |
| Leggázosabb tinédzserfilm         | Álmok útján (Paramount Pictures) |
| Leggázosabb tinédzserfilm         | Scooby-Doo – A nagy csapat (Warner Bros.) |
| Leggázosabb tinédzserfilm         | xXx (Columbia Pictures/Revolution Studios) |

## A kategóriákban előforduló filmek
| Jelölés | Díj | Magyar cím                               | Eredeti cím                                |
| ------- | --- | ---------------------------------------- | ------------------------------------------ |
| 8       | 2   | Álmok útján                              | Crossroads                                 |
| 7       | 2   | Csillagok háborúja II: A klónok támadása | Star Wars Episode II: Attack of the Clones |
| 7       | 5   | Hullámhegy                               | Swept Away                                 |
| 6       | 1   | Pinokkió                                 | Pinocchio                                  |
| 5       | 0   | Pluto Nash – Hold volt, hol nem volt...  | The Adventures of Pluto Nash               |
| 4       | 1   | Halj meg máskor                          | Die Another Day                            |
| 3       | 0   | A kismenő                                | Mr. Deeds                                  |
| 3       | 0   | Én, a kém                                | I Spy                                      |
| 2       | 0   | 8 őrült éjszaka                          | Eight Crazy Nights                         |
| 2       | 0   | Scooby-Doo – A nagy csapat               | Scooby-Doo                                 |
| 2       | 0   | Showtime – Végtelen és képtelen          | Showtime                                   |
| 1       | 1   | Jackass – A vadbarmok támadása           | Jackass: The Movie                         |
| 1       | 0   | A házimaci                               | The Country Bears                          |
| 1       | 0   | Álmomban már láttalak                    | Maid in Manhattan                          |
| 1       | 0   | Az álcázás mestere                       | The Master of Disguise                     |
| 1       | 0   | Az iskoláját!                            | Stealing Harvard                           |
| 1       | 0   | Dögölj meg, Smaci!                       | Death to Smoochy                           |
| 1       | 0   | Élet, vagy valami hasonló                | Life or Something Like It                  |
| 1       | 0   | Félholt                                  | Half Past Dead                             |
| 1       | 0   | Men in Black – Sötét zsaruk 2.           | Men in Black II                            |
| 1       | 0   | Most már elég!                           | Enough                                     |
| 1       | 0   | Rollerball – Könyörtelen játék           | Rollerball                                 |
| 1       | 0   | xXx                                      | xXx                                        |